# Wuggelmühle

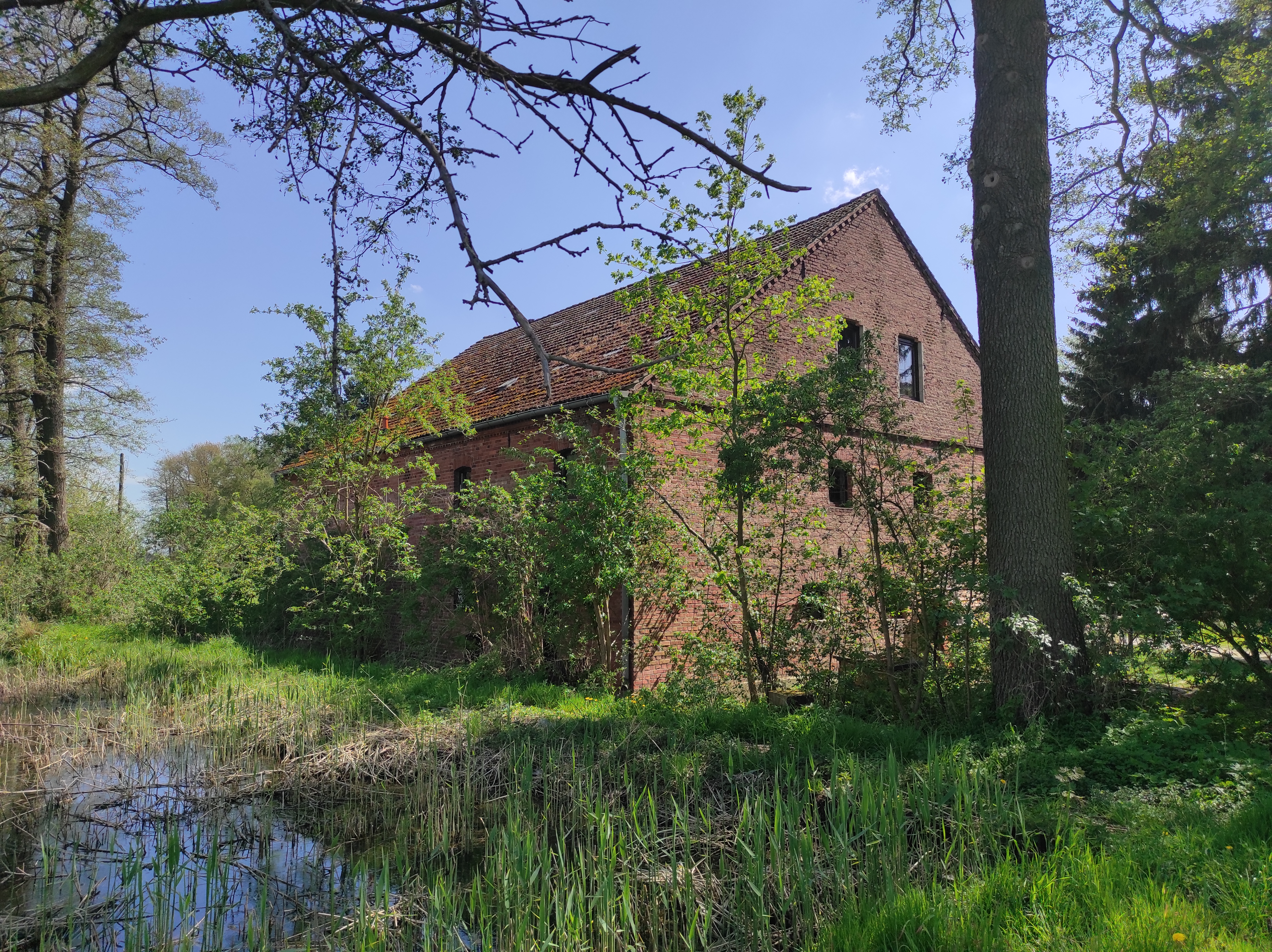
Mühlengebäude

Die Wuggelmühle ist ein Wohnplatz der Stadt Friedland im Landkreis Oder-Spree (Brandenburg). Die Wassermühle an der Wuggel wurde wahrscheinlich bereits 1406 erstmals urkundlich erwähnt (der Müller als Paddenmüller). 1517 erscheint sie erstmals erkennbar unter dem Namen Gugelmole, 1666 dann unter dem Namen Wuggelmühle. 1951 wurde der damalige Müller Reinhold Miersch verhaftet, verurteilt und enteignet, und der Mühlenbetrieb wurde eingestellt. Die Wuggelmühle wurde ein kreisgeführtes volkseigenes Gut. 1992 wurde die Verurteilung und Enteignung aufgehoben und die Wuggelmühle der Familie des früheren Besitzers rückübertragen.

## Lage
Der Wohnplatz Wuggelmühle liegt 1,8 km südsüdwestlich des Stadtkerns von Friedland fast unmittelbar an der B 168 Richtung Lieberose und Cottbus. Nur etwa 400 Meter weiter ostsüdöstlich liegt ein weiteres Gehöft, der frühere Wohnplatz Lehmann’s Ziegelei (heutiger Straßenname Friedländer Ausbau).

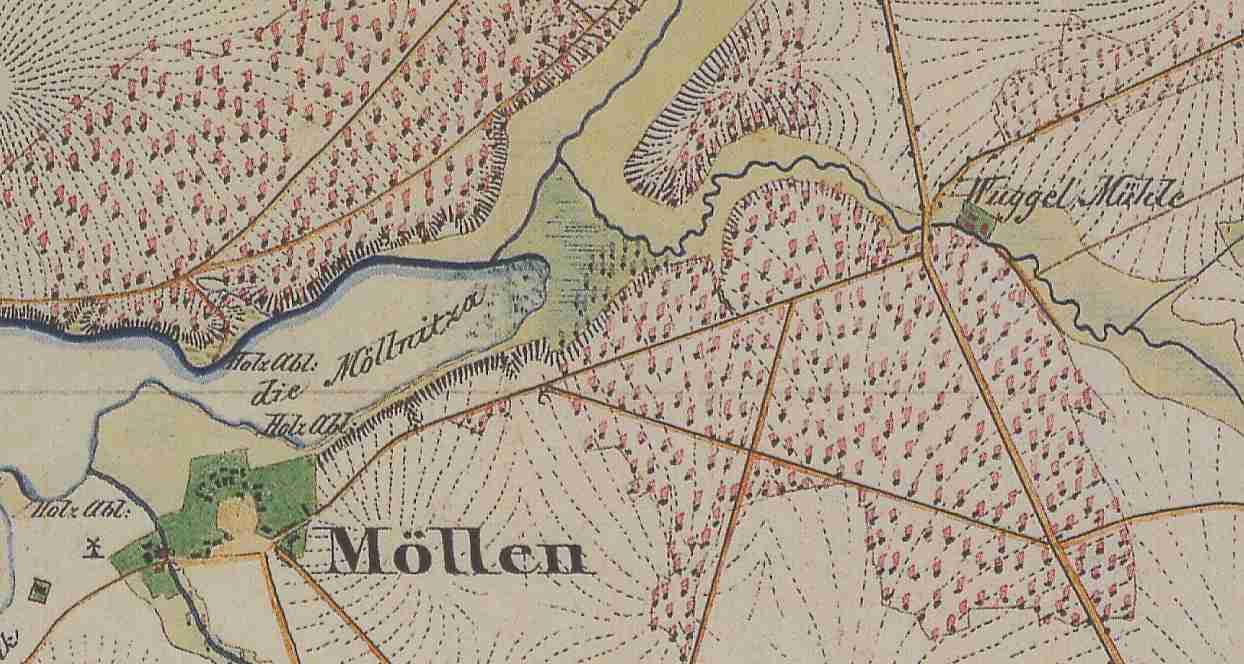
Möllen, Wuggelmühle, Ausschnitt aus dem Urmesstischblatt Bl. 3951 Trebatsch von 1846

## Geschichte
Der erste urkundliche Hinweis auf die Wuggelmühle findet sich im Friedländer Stadtbuch von 1406, das aber nur noch in einer Abschrift von 1662 erhalten ist. Dort ist von einem „Paddenmüller“ und einem „Puchermüller“ die Rede, während der Begriff Wuggelmühle/Wuggelmüller nicht vorkommt. Aufgrund der im Stadtbuch (bzw. der Abschrift) angegebenen Grenzbeschreibungen müsste es sich bei einer der zwei Mühlen Puchermühle/Paddenmühle um die erst später so genannte Wuggelmühle handeln. Nach der Notiz in August Hänselers Arbeit Das Ordensamt Friedland nach dem Dreißigjährigen Kriege, die nach dem Dreißigjährigen Krieg niedergeschrieben wurde, gab es vor undenklichen Zeiten eine Mühle …, welche die Puchermühle genannt worden … nunmehr aber ist alles zugrunde eingegangen. Also dürfte es sich um die Paddenmühle gehandelt haben, die später Wuggelmühle genannt wurde. In einer Urkunde von 1517 wird sie nun erstmals im Namen erkennbar Gugelmole genannt. 1542 heißt sie urkundlich Ugelmühle. „Paddenmüller/Paddenmühle“ und „Puchermüller/Puchermühle“ kommen nun nicht mehr vor. 1620 ist sie sogar die Hügelmühle. 1666 erscheint die Wassermühle nun erstmals unter dem Namen Wuggelmühle. In folgenden Nennungen der Mühle kommt auch der Begriff „Huggelmühle“ vor. Sie war eine Mahlzwangsmühle, in der die Einwohner von Günthersdorf, Lindow und Zeust ihr Getreide mahlen lassen mussten. Erst wenn ihr Getreide nach drei Tagen dort nicht gemahlen worden war, durften sie sich auch an eine andere Amtsmühle wenden. Die Wuggelmühle war eine Erbpachtmühle, die dem Johanniterordensamt Friedland jährlich zwei Wispel Korn als Pacht zahlen musste. Außerdem musste der Wuggelmüller noch Kontribution an die Stadt Friedland bezahlen. Sie war also keine reine Privatmühle, sondern das Obereigentum gehörte formal dem Ordensamt Friedland.
Im Dreißigjährigen Krieg wurden nicht nur die Dörfer, sondern auch die Mühlen der weiteren Umgebung von Friedland stark beschädigt oder wurden niedergebrannt. So wurde auch die Wuggelmühle zerstört oder zumindest so stark beschädigt, dass das Ordensamt Friedland dem Wuggelmüller Martin Hönigk 29 Taler zum Wiederaufbau der Mühle bereitstellte.
1644 bis 1646 war Jakob Biglizes Mühlenmeister auf der Wuggelmühle. 1652 war sie in den Besitz von Gottfried Henning übergegangen. Er musste für die bürgerliche Freiheit und die Hütung jährlich eine halbe Tonne Bier und Braten an die Stadt Friedland bezahlen. 1679 wurde er aber vom Ordenshauptmann Carl Philipp von Klitzing davon befreit, da er die gewöhnlichen Bürgerlasten mittrug und diese (Extra-)Gebühr daher unrechtmäßig war. Vermutlich blieb die Familie Henning nun über die nächsten 200 Jahre im Besitz der Wuggelmühle. 1741 bat der Wuggelmüller Hennig um Bauholz zur Reparatur des Mühlenhauses und der Freiarche. 1767 wurde bei der Wuggelmühle eine Brücke über die Wuggel gebaut.
1818 stand im Wohnplatz Wuggelmühle ein Wohnhaus, in dem acht Personen wohnten. 1836 gehörte die Wuggelmühle einem Mühlenmeister Jacky. Auch 1840 hatte die Wuggelmühle acht Einwohner. 1845 wurde der damalige  Mühlenmeister der Wuggelmühle Putz für die Aufhebung des Mahlzwanges entschädigt. 1848 wurde die Wuggelmühle zum Verkauf angeboten. Sie wird als Wassermühle mit zwei Mahlgängen, nebst Cylinder und stehendem Vorgelege und neun Hirsestampfen beschrieben. Zur Mühle gehörten zwei Hufen Land, Weizenboden (!) wie der Verkäufer bemerkte, Gärten, Wiesen, eine Ziegelei und die Brennereigerechtigkeit. 1856 hatte die Wuggelmühle 12 Einwohner.
1864 wohnten sogar elf Personen in dem einen Wohnhaus. 1871 ist die Mühle unter dem Namen Wassermühle Fuchsberg aufgeführt, nach dem nahe gelegenen Fuchsberg. 1873 ging die Wuggelmühle in den Besitz von Friedrich Witte über. 1885 kaufte Mühlenmeister Reinhold Hensel die Wuggelmühle. Er legte 1890 um und unterhalb der Mühle Karpfenteiche an. Müllermeister Reinhold Hensel ist im Adressbuch des Spreewaldes von 1929/30 als Mühlenbesitzer aufgeführt. Er starb 1933, ihm folgte sein Enkelsohn Reinhold Miersch nach. Reinhold Miersch konnte den Betrieb auch nach dem Zweiten Weltkrieg noch einige Jahre weiterführen. 1951 wurde er unter dem Vorwurf „Verdacht auf Wirtschaftsvergehen“ verhaftet, verurteilt und enteignet. Die Wuggelmühle wurde nun ab 1951 ein kreisgeführter volkseigener Betrieb (VEB (K)). Der Mühlenbetrieb wurde eingestellt, das mühlentechnische Inventar wurde abgebaut und wahrscheinlich verkauft. Die Teiche wurden weiter benutzt. Die Scheune diente über viele Jahre als Lager des „Konsument Warenhauses Frankfurt (Oder)“.
Im Juli 1992 wurde die Verurteilung von Reinhold Miersch aufgehoben und der Besitz an die Familie Miersch rückübertragen. 1999 wurde die Wuggelmühle an die Herren Janke und Meng verkauft.